# 63 Авсонія
63 Авсонія — астероїд головного поясу, відкритий 10 лютого 1861 року.